# Ada Felice-Rošić
Ada Felice-Rošić (Rijeka, 1922. - Rijeka, 2013.) je bila riječka arhitektica koja je odigrala važnu ulogu u poslijeratnoj obnovi grada. 

## Rani život i obrazovanje
Rođena je u Rijeci, a obrazovanje je nastavila u Zagrebu 1942. godine upisom na Arhitektonski fakultet na Sveučilištu u Zagrebu. U jednom je trenutku pauzirala studij kako bi se pridružila pokretu otpora i pružila podršku partizanima u širem području svog rodnog grada. Po stjecanju diplome 1949. vraća se u Rijeku i zapošljava u Građevno-projektnom zavodu gdje u okolnostima poslijeratne obnove ima priliku ostaviti zapažene rezultate te projektira brojne stambene i javne objekte koji dan danas oblikuju vizuru i život u gradu.

## Karijera
Zajedno s Nadom Šilović godinama je intenzivno radila na obnovi grada u Građevno-projektnom zavodu. Zajedno su projektirale stambene objekte duž Ulice Janka Polić Kamova te u Strossmayerovoj ulici. Šilović se nakon toga vraća u Zagreb, dok Felice-Rošić 1958. prelazi u riječko građevinsko poduzeće Primorje gdje je ostala aktivna do umirovljenja te realizirala brojne zapažene projekte. Najvažniji od njih su stambeni objekti na Turniću i Kozali te u Ulici Janeza Trdine gdje je slijedila smjernice tada važećeg Detaljnog urbanističkog plana Starog grada. Jedni od zapaženijih projekata su joj također i zgrada Trgovačke i tekstilne škole u Vončininoj ulici, što je jedini objekt namijenjen srednjoškolskom obrazovanju sagrađen nakon Drugog svjetskog rata, te projekt robne kuće Korzo, prvi suvremeni trgovački centar koji je niknuo u centru grada 70-ih godina.
Neboderi na Kozali koje je projektirala su i dan danas prvi vizualni doživljaj grada Rijeke gotovo svim posjetiteljima.